# Петропавлівська сільська рада (Шахтарський район)
| Петропавлівська сільська рада — колишній орган місцевого самоврядування у Шахтарському районі Донецької області з адміністративним центром у c. Петропавлівка. Сільській раді підпорядковані населені пункти: - c. Петропавлівка - с. Красний Луч - с-ще Польове - с. Стіжкове |

## Склад ради
Рада складається з 16 депутатів та голови.

## Керівний склад сільської ради
| ПІБ                           | Основні відомості                                                         | Дата обрання | Дата звільнення |
| ----------------------------- | ------------------------------------------------------------------------- | ------------ | --------------- |
| Максютенко Олександр Іванович | Сільський голова, 1947 року народження, освіта, безпартійний              | 26.03.2006   | 31.10.2010      |
| Волошина Наталя Василівна     | Сільський голова, 1971 року народження, освіта вища, член Партії регіонів | 31.10.2010   |                 |

Примітка: таблиця складена за даними джерела